# Fred Lookout
Fred Lookout, o Wy-hah-shah-shin-kah (Independence, Kansas, novembre de 1865- Pawhuska, Oklahoma, 28 d'agost de 1949) fou un líder de la Nació Osage d'amerindis dels Estats Units.
Lookout va néixer vora l'actual Independence (Kansas), i va ser criat per la seva àvia paterna, ja que la seva mare va morir quan ell encara era un nen. Va ser seleccionat per l'agent de govern dels Osage per assistir a la Carlisle Indian Industrial School, a la que hi va anar de 1879 a 1884; en 1884 va tornar a la reserva a la mort del seu paret, i rebutjà tornar a l'escola. Es va casar amb Julia Pryor i s'establí com a granger vora Pawhuska.
Lookout entrà en la política tribal el 1908, guanyant l'elecció com a cap assistent del cap principal; no es va prsentar a la reelecció el 1910. El 1914 va ser nomenat cap principal pel Secretari d'Interior dels Estats Units Walter L. Fisher, en substitució de Bacon Rind, que va ser destituït enmig d'un escàndol que involucrava concessions petrolieres. Va perdre el seu intent de reelecció fi d'aquest any, però va guanyar un mandat de dos anys com a cap principal el 1916. A partir de llavors va servir en el consell tribal de 1920 a 1922, i després va servir un tercer mandat molt llarg com cap principal, de 1924 fins a la seva mort el 1949. Aconvertit al culte peyote de la Native American Church, en fou un dels principals propagadors.